# Annabelle (boneca)
Annabelle é uma boneca Raggedy Ann que Ed e Lorraine Warren dizem ser assombrada. Os dois se descrevem como investigadores paranormais e demonologistas. A boneca reside em uma caixa de vidro no Museu Oculto dos Warrens em Monroe, Connecticut. A história serviu de inspiração para a cena de abertura de The Conjuring (2013), bem como seus spin-offs: Annabelle (2014), Annabelle: Creation (2017) e Annabelle Comes Home (2019). A boneca fez uma breve aparição no Aquaman de James Wan (2018) e em The Conjuring 2 (2016). Annabelle foi comparada a Robert, o boneco e foi descrita na biografia de Gerald Brittle sobre Ed e Lorraine Warren, The Demonologist.
De acordo com os Warrens, uma estudante de enfermagem recebeu a boneca Raggedy Ann em 1968. Eles dizem que a boneca se comportou estranhamente e que um médium psíquico disse à aluna que a boneca era habitada pelo espírito de uma menina morta chamada "Annabelle". Eles dizem que a aluna e sua colega de quarto tentaram aceitar e nutrir a boneca possuída pelo espírito, mas a boneca supostamente exibia um comportamento malicioso e assustador. Foi nesse ponto que os Warrens disseram que foram contatados pela primeira vez, e que eles removeram a boneca para o museu deles depois de declarar que ela era "demoníacamente possuída".
O professor assistente de estudos religiosos da Universidade Estadual do Texas, Joseph Laycock, diz que a maioria dos céticos rejeitou o museu de Warrens como "cheio de lixo, bonecas e brinquedos, livros que você poderia comprar em qualquer livraria". Laycock chama a lenda de Annabelle de um "estudo de caso interessante na relação entre cultura pop e folclore paranormal" e especula que a boneca demoníaca popularizada por filmes como Child's Play, Dolly Dearest e The Conjuring bem como um episódio de The Twilight Zone intitulado "Living Doll" provavelmente surgiu das primeiras lendas em torno de Robert, o boneco. Laycock sugere que "a ideia de bonecas possuídas por demônios permite que os demonologistas modernos encontrem o mal sobrenatural nos locais mais banais e domésticos".
Comentando sobre publicidade para o museu ocultista de Warrens coincidindo com o lançamento de The Conjuring, a escritora de ciência Sharon A. Hill disse que muitos dos mitos e lendas que cercam os Warrens "aparentemente foram feitos por eles mesmos" e que muitas pessoas podem ter dificuldade "separando o Warrens de seu retrato de Hollywood". Hill criticou a cobertura sensacionalista da imprensa do museu ocultista de Warrens e sua boneca Annabelle. Ela disse: "Como o Ed Warren da vida real, a vida real de Annabelle é realmente muito menos impressionante". Das alegações sobrenaturais feitas sobre Annabelle por Ed Warren, Hill disse: "Não temos nada além da palavra de Ed para isso, e também para a história e as origens dos objetos no museu."